# Roderic Loraine Petre
Roderic Loraine Petre, britanski general, * 1887, † 1971.